# Федеральный компонент государственного стандарта общего образования
Федеральный компонент государственного стандарта общего образования — основная часть государственного стандарта общего образования, обязательная для всех государственных, муниципальных и негосударственных образовательных учреждений Российской Федерации, реализующих основные образовательные программы общего образования и имеющих государственную аккредитацию.
Федеральный компонент устанавливает:
- обязательный минимум содержания основных образовательных программ общего образования;
- требования к уровню подготовки выпускников;
- максимальный объем учебной нагрузки обучающихся, а также нормативы учебного времени.

## Нормативно-правовые основания
Разработан в соответствии с:
- Законом Российской Федерации «Об образовании» (ст. 7) \после введения 273-ФЗ от 29.12.12 не актуально\
- Концепцией модернизации российского образования на период до 2010 года, утвержденной распоряжением Правительства Российской Федерации № 1756-р от 29 декабря 2001 г.

## Цели
Федеральный компонент государственного стандарта общего образования разработан с учетом основных направлений модернизации общего образования.
В федеральном компоненте цели общего образования конкретизируются на каждой его ступени (цели начального общего, основного общего и среднего (полного) общего образования) и по отдельным учебным предметам.
В федеральном базисном учебном плане Федеральному компоненту базисного учебного плана для образовательных учреждений Российской Федерации отводится не менее 75 процентов от общего нормативного времени, отводимого на освоение основных образовательных программ общего образования.
Образовательные учреждения начального, среднего и высшего профессионального образования, имеющие государственную аккредитацию, не вправе предъявлять требования к уровню подготовки абитуриентов, выходящие за рамки федерального компонента государственного стандарта общего образования.
Содержание образовательной программы образовательного учреждения, имеющего государственную аккредитацию, в обязательном порядке должно включать федеральный компонент государственного стандарта общего образования.
При разработке учебных программ, учебников, других учебно-методических материалов на основе федерального компонента допускается:
- расширение перечня дидактических единиц в пределах, регламентированных максимальной аудиторной нагрузкой обучающихся, и при условии соблюдения преемственности с обязательными минимумами сопредельных ступеней образования;
- конкретизация и детализация дидактических единиц;
- определение логически связанного и педагогически обоснованного порядка изучения материала.

## Структура федерального компонента
Выстроен по концентрическому принципу: первый концентр — начальное общее и основное общее образование, второй — среднее (полное) общее образование.
Структурирован по ступеням общего образования (начальное общее, основное общее, среднее (полное) общее образование); внутри ступеней — по учебным предметам.
Образовательные стандарты по учебному предмету включают:
- цели изучения учебного предмета;
- обязательный минимум содержания основных образовательных программ по данному учебному предмету;
- требования к уровню подготовки выпускников по данному учебному предмету.

Федеральный компонент государственного стандарта среднего (полного) общего образования представлен на базовом и профильном уровнях.

## Обязательный минимум содержания
Обязательный минимум содержания основных образовательных программ (далее — обязательный минимум) — обобщенное содержание образования, которое каждое образовательное учреждение обязано предоставить обучающимся для обеспечения их конституционного права на получение общего образования.
Обязательный минимум представлен в форме набора предметных тем (дидактических единиц), включаемых в обязательном порядке в основные образовательные программы начального общего, основного общего, среднего (полного) общего образования.
Обязательный минимум включает основные ценности и достижения национальной и мировой культуры, фундаментальные научные идеи и факты, определяющие общие мировоззренческие позиции человека и обеспечивающие условия для социализации, интеллектуального и общекультурного развития обучающихся, формирования их социальной и функциональной грамотности.
Обязательный минимум обеспечивает преемственность ступеней общего образования и учебных предметов, представляет обучающимся возможность успешно продолжить образование на последующих ступенях (уровнях) образования.
Обязательный минимум не устанавливает порядок (последовательность) изучения предметных тем (дидактических единиц) в рамках ступеней общего образования и не определяет нормативы учебного времени, отводимые на изучение данной дидактической единицы в рамках учебной программы.
Обязательный минимум представлен в двух форматах. Прямым шрифтом выделено содержание, изучение которого является объектом контроля и оценки в рамках итоговой аттестации выпускников. Курсивом выделено содержание, которое подлежит изучению, но не является объектом контроля и не включается в требования к уровню подготовки выпускников.
Данный способ представления обязательного минимума расширяет вариативность подхода к изучению учебного материала, представляет возможность разноуровневого обучения.

## Требования к уровню подготовки выпускников
Требования к уровню подготовки выпускников (далее — требования) — установленные стандартом результаты освоения выпускниками обязательного минимума федерального компонента государственного стандарта общего образования, необходимые для получения государственного документа о достигнутом уровне общего образования.
Требования разработаны в соответствии с обязательным минимумом, преемственны по ступеням общего образования и учебным предметам.
Требования задаются в деятельностной форме (что в результате изучения данного учебного предмета учащиеся должны знать, уметь, использовать в практической деятельности и повседневной жизни).
Требования служат основой разработки контрольно-измерительных материалов для государственной аттестации выпускников образовательных учреждений, реализующих программы основного общего и среднего (полного) общего образования.

## Порядок реализации федерального компонента
Федеральный орган управления образованием, органы управления образованием субъектов Российской Федерации, муниципальные органы управления образованием, администрация аккредитованных образовательных учреждений создают необходимые условия для реализации федерального компонента государственного стандарта общего образования, обеспечивают контроль за выполнением обязательного минимума содержания образования, соблюдением максимального объема учебной нагрузки обучающихся, выполнением требований к уровню подготовки выпускников.
Федеральный орган управления образованием разрабатывает и утверждает на основе федерального компонента государственного стандарта общего образования сопутствующие нормативные акты и документы, обеспечивающие его реализацию:
- федеральный базисный учебный план, устанавливающий нормативы учебного времени на освоение учебных предметов федерального компонента по ступеням образования и учебным годам, а также объемы регионального (национально-регионального) компонента государственного стандарта общего образования и компонента образовательного учреждения;
- примерные программы по учебным предметам федерального компонента;
- контрольно-измерительные материалы для государственной (итоговой) аттестации выпускников на ступенях основного общего и среднего (полного) общего образования по учебным предметам федерального компонента государственного стандарта общего образования;
- критерии присвоения учебным изданиям грифов, допускающих и/или рекомендующих их использование в образовательных учреждениях Российской Федерации.

Образовательное учреждение обязано ознакомить обучающихся, их родителей (иных законных представителей) с содержанием реализуемых основных образовательных программ общего образования, в том числе с содержанием образовательных программ, превышающих требования федерального компонента государственного стандарта общего образования.
При неисполнении образовательным учреждением федерального компонента государственного стандарта общего образования родители (иные законные представители) обучающихся вправе предъявить претензии соответствующему образовательному учреждению на основании действующего законодательства Российской Федерации.
Государственный контроль за исполнением федерального компонента государственного стандарта общего образования является обязательным и осуществляется форме:
- государственной (итоговой) аттестации выпускников образовательных учреждений, реализующих программы основного общего и среднего (полного) общего образования;
- аттестации и аккредитации образовательных учреждений, реализующих программы начального общего, основного общего и среднего (полного) общего образования.